# Merodon rufus
Merodon rufus là một loài ruồi trong họ Ruồi giả ong (Syrphidae). Loài này được Meigen mô tả khoa học đầu tiên năm 1838. Merodon rufus phân bố ở vùng Cổ Bắc giới